# 레그니차군

돌니실롱스크주 지도에 표시된 레그니차군의 위치

레그니차군(폴란드어: powiat legnicki)은 폴란드 돌니실롱스크주에 위치한 군으로 면적은 744.6km2, 인구는 55,318명(2019년 6월 30일 기준), 인구 밀도는 74명/km2이다. 군청 소재지는 레그니차이지만 레그니차군에 속하지 않고 별도의 도시군으로 존재한다.
북쪽으로는 폴코비체군, 루빈군, 동쪽으로는 보우프군, 시로다군, 남쪽으로는 야보르군, 서쪽으로는 즈워토리야군, 볼레스와비에츠군과 접한다. 8개 지방 자치체(1개 도시, 1개 도시형 농촌, 6개 농촌)를 관할한다.

군기
군 문장